# El Molí Nou (Vic)
El Molí Nou és una masia de Vic (Osona) inclosa a l'Inventari del Patrimoni Arquitectònic de Catalunya.

## Descripció
Edifici civil. Masia de planta rectangular, coberta a dues vessants i amb el carener paral·lel a la façana, orientada a llevant. El portal és de pedra picada, d'arc rebaixat i descentrat del cos de l'edificació. A la part de migdia i a nivell del segon pis hi ha uns porxos sostinguts per pilars de totxo i amb baranes de fusta. A la part dreta del portal hi ha una finestra amb reixes de ferro forjat, al costat i adossada al mur de la casa hi ha una construcció de toves que serveix de cobert. A la part dels porxos també s'hi adossa un cos cobert a una vessant i de construcció recent. És construïda amb lleves de pedra sense polir, alguns sectors de totxo i tàpia i els elements de ressalt de pedra picada. L'estat de conservació és regular.

## Història
Edifici rural molt a prop de Vic, no es troba registrat als fogatges del segle xvi, i les úniques dades històriques que en tenim les trobem al mateix edifici. El portal és datat al 1842.